# Кулиш, Николай Максимович

Надгробный памятник

Николай Максимович Кулиш (1928-2007) — экскаваторщик, Герой Социалистического Труда (1976).

## Биография
Николай Кулиш родился 25 декабря 1928 года в станице Новороговская (ныне — Егорлыкский район Ростовской области).
Окончил девять классов школы.
В феврале 1943 года его отец за сотрудничество с оккупантами был расстрелян. Кулиш учился в Ростовском железнодорожном институте, но был отчислен как сын коллаборациониста. В том же году он был призван на службу в Советскую Армию. Демобилизовавшись, Кулиш окончил курсы экскаваторщиков и уехал на освоение целины. В 1957 году вернулся на родину, работал экскаваторщиком в передвижной механизированной колонне «Ростовдонводостроя».
Кулиш был одним из первых экскаваторщиков области, перешедших на круглосуточную работу четырьмя сменами по скользящему графику. Экипаж экскаватора «Э-652» благодаря грамотной организации труда, применению новых технологий и приёмов экскавации, добился высоких показателей в работе, за восемь лет своей работы превысив норму в 2,36 раза, что для своего времени было рекордом. Экипаж Кулиша два раза побеждал в профессиональных соревнований. Параллельно с работой Кулиш был инструктором в школе по изучению опыта четырёхсменных экипажей экскаваторов и передовых методов труда.
Указом Президиума Верховного Совета СССР от 10 марта 1976 года за «выдающиеся успехи достигнутые во всесоюзном социалистическом соревновании и проявленную трудовую доблесть в выполнении заданий девятой пятилетки и принятых обязательств по водохозяйственному строительству» Николай Кулиш был удостоен высокого звания Героя Социалистического Труда с вручением ордена Ленина и медали «Серп и Молот».
В 1979 году Кулиш написал учебник для ПТУ о круглосуточной работе экскаваторов. Он принимал активное участие в мелиорации, строительстве Верхне-Пролетарского магистрального канала и ряда рисовых систем. Выйдя на пенсию, проживал в Батайске.
Умер 21 декабря 2007 года, похоронен в Батайске на Новостроенском кладбище.

## Награды и звания
- Был награждён двумя орденами Ленина (1971, 1976) и рядом медалей.
- Почётный гражданин Батайска (1982).

## Память
- Бюст Героя установлен в Батайске 11 июня 2008 года.
- В 2004 году вышла книга Н. М. Кулиша «Мой сад», в которой автор делился своим опытом садовода-любителя.